# Trattato di San Pietroburgo (1875)
Il trattato di San Pietroburgo (in russo: Петербургский договор) fu firmato il 7 maggio 1875 tra l'Impero del Giappone e l'Impero russo e ratificato a Tokyo il 22 agosto 1875. Il trattato stesso entrò in vigore nel 1877.
I suoi termini stabilirono la cessione dell'isola di Sakhalin dal Giappone alla Russia in cambio del gruppo delle Isole Curili di proprietà della Russia (tra l'isola di Iturup e la penisola della Kamchatka). Di conseguenza, l'isola di Sakhalin nel suo complesso divenne territorio russo e l'intero arcipelago delle Curili un territorio giapponese.
Il testo autentico del trattato è scritto in francese. Le differenze con la sua traduzione giapponese hanno contribuito alla controversia su ciò che costituiscono le isole Curili e le conseguenti rivendicazioni alle quali il Giappone ha rinunciato nel 1951 con il trattato di San Francisco. Il trattato di San Pietroburgo (1875) rientra in una controversia in corso e di lunga data tra Russia e Giappone sulla giurisdizione delle Isole Curili.

## Antefatti

### Incidente di Golovnin
Nel 1811, Vasily Golovnin, un esploratore russo incaricato dallo zar Alessandro I di mappare le Isole Curili, fu catturato dai giapponesi. Quando Golovnin e il suo equipaggio a bordo della nave Diana si avvicinarono all'isola di Kunashir, furono portati a riva e imprigionati per aver violato il Sakoku, e le politiche isolazioniste giapponesi. Golovnin e il suo equipaggio furono tenuti prigionieri per due anni e vennero rilasciati nel 1813. Questo evento, noto come Incidente di Golovnin, dimostrò che il confine tra Russia e Giappone era troppo vago per l'Impero russo e che, per evitare un altro episodio come quello di Golovnin, il confine doveva essere definito in modo chiaro.

### Trattato di Shimoda
Il trattato di Shimoda del 1855 definì il confine tra Giappone e Russia attraverso lo stretto tra le isole Iturup (Etorofu) e Urup (Uruppu) nella catena Kurile, ma aveva lasciato aperto lo status di Sakhalin (Karafuto). Senza confini ben definiti, iniziarono a verificarsi incidenti tra coloni russi e giapponesi. Per rimediare a questa situazione, il governo giapponese inviò a San Pietroburgo un ambasciatore, Enomoto Takeaki, per definire chiaramente il confine in quest'area. Dopo un anno di trattative, il Giappone accettò di rinunciare alle sue rivendicazioni a Sakhalin, attraverso un risarcimento per i residenti giapponesi, l'accesso della flotta peschereccia al Mar di Okhotsk, l'uso gratuito per dieci anni dei porti russi nell'area e la proprietà di tutte le isole Curili. Il Ministero degli Affari Esteri giapponese cita ancora questo trattato in ragione della definizione dei confini settentrionali.

## Effetti post-1875

### Trattato di Portsmouth
Il trattato di Portsmouth pose fine alla guerra russo-giapponese il 5 settembre 1905. I suoi termini stabilirono che la Russia avrebbe ceduto la metà meridionale di Sakhalin al Giappone lungo il 50º parallelo di latitudine nord. Questo trattato cambiò il confine tra i territori russo e giapponese come era stato precedentemente deciso dal trattato di San Pietroburgo del 1875.

### Trattato di San Francisco
Il trattato di pace di San Francisco, firmato l'8 settembre 1951, pose fine a tutti gli effetti alla guerra tra gli alleati della seconda guerra mondiale e il Giappone. Questo trattato venne firmato da 48 paesi alleati, esclusa l'Unione Sovietica. L'articolo 2, sezione C del trattato affermava che "il Giappone rinuncia a tutti i diritti, titoli e pretese sulle Isole Curili, e su quella parte di Sakhalin e le isole adiacenti su cui il Giappone ha acquisito la sovranità in conseguenza del trattato di Portsmouth del 5 settembre 1905." I termini, tuttavia, non diedero le Isole Curili all'Unione Sovietica. L'Unione Sovietica si rifiutò di firmare il trattato di San Francisco per questi motivi, ed il ministro degli esteri Andrei Gromyko affermò che la rivendicazione sovietica sulle isole Curili e Sakhalin fosse "indiscutibile".

### Dichiarazione congiunta nippo-sovietica (1956)
Poiché l'Unione Sovietica non firmò il trattato di San Francisco, la guerra tra Giappone e Unione Sovietica non fu ufficialmente conclusa fino alla dichiarazione congiunta nippo-sovietica del 1956. Questa dichiarazione non pose fine alla disputa su Sakhalin e le Isole Curili, in quanto stabilì la precedenza per un trattato di pace da creare in futuro al fine di risolvere la questione delle Isole Curili. La dichiarazione affermava che l'Unione Sovietica avrebbe ceduto l'isola di Shikotan e le isole Habomai dopo la firma del trattato di pace. Dalla dichiarazione congiunta questo trattato di pace promesso non è mai stato realizzato.